# Bobcats de La Crosse
Les Bobcats de La Crosse (en anglais : La Crosse Bobcats) étaient une franchise américaine de basket-ball de la Continental Basketball Association disparue en 2001. Le club était situé à La Crosse dans le Wisconsin.

## Noms successifs
- 1983-1985 : Toronto Tornados
- 1985-1986 : Pensacola Tornados
- 1986-1987 : Jacksonville / Mississippi Jets
- 1987-1988 : Mississippi Jets
- 1988-1994 : Wichita Falls Texans
- 1994-1996 : Chicago Rockers
- 1996-2001 : La Crosse Bobcats

## Bilan
| Saison  | Ligue | Nom                            | P  | G  | P  | %    | Classement   | Adversaire           |
| ------- | ----- | ------------------------------ | -- | -- | -- | ---- | ------------ | -------------------- |
| 1983-84 | CBA   | Toronto Tornados               | 44 | 16 | 28 | 36,4 | 11e          |                      |
| 1984-85 | CBA   | Toronto Tornados               | 53 | 28 | 25 | 52,8 | 6e           |                      |
| 1985-86 | CBA   | Pensacola Tornados             | 48 | 15 | 33 | 31,3 | 14e          |                      |
| 1986-87 | CBA   | Jacksonville/ Mississippi Jets | 52 | 26 | 26 | 50,0 | 6e           |                      |
| 1987-88 | CBA   | Mississippi Jets               | 59 | 26 | 33 | 44,1 | 7e           |                      |
| 1988-89 | CBA   | Wichita Falls Texans           | 64 | 27 | 37 | 42,2 | 4e           |                      |
| 1989-90 | CBA   | Wichita Falls Texans           | 56 | 16 | 40 | 28,6 | 15e          |                      |
| 1990-91 | CBA   | Wichita Falls Texans           | 73 | 43 | 30 | 58,9 | Champion CBA | Thunder de Quad City |
| 1991-92 | CBA   | Wichita Falls Texans           | 61 | 30 | 31 | 49,2 | 6e           |                      |
| 1992-93 | CBA   | Wichita Falls Texans           | 61 | 36 | 25 | 59,0 | 6e           |                      |
| 1993-94 | CBA   | Wichita Falls Texans           | 61 | 28 | 33 | 45,9 | 8e           |                      |
| 1994-95 | CBA   | Chicago Rockers                | 64 | 31 | 33 | 48,4 | 4e           |                      |
| 1995-96 | CBA   | Chicago Rockers                | 56 | 26 | 30 | 46,4 | 9e           |                      |
| 1996-97 | CBA   | La Crosse Bobcats              | 56 | 19 | 37 | 33,9 | 11e          |                      |
| 1997-98 | CBA   | La Crosse Bobcats              | 59 | 25 | 34 | 42,4 | 8e           |                      |
| 1998-99 | CBA   | La Crosse Bobcats              | 56 | 21 | 35 | 37,5 | 9e           |                      |
| 1999-00 | CBA   | La Crosse Bobcats              | 59 | 23 | 36 | 39,0 | Finaliste    | Yakima Sun Kings     |
| 2000-01 | CBA   | La Crosse Bobcats              | 23 | 9  | 14 | 39,1 | 7e           |                      |

## Palmarès
- Champion de la CBA : 1991

## Joueurs célèbres ou marquants
- Virginijus Praškevičius
- Chucky Atkins
- Stephen Jackson
- Mark Hendrickson